# Liste der Bodendenkmäler in Schondorf am Ammersee
Auf dieser Seite sind die Bodendenkmäler in der oberbayerischen Gemeinde Schondorf am Ammersee zusammengestellt. Diese Tabelle ist eine Teilliste der Liste der Bodendenkmäler in Bayern. Grundlage ist die Bayerische Denkmalliste, die auf Basis des Bayerischen Denkmalschutzgesetzes vom 1. Oktober 1973 erstmals erstellt wurde und seither durch das Bayerische Landesamt für Denkmalpflege geführt wird. Die folgenden Angaben ersetzen nicht die rechtsverbindliche Auskunft der Denkmalschutzbehörde.

## Bodendenkmäler der Gemeinde Schondorf am Ammersee

### Bodendenkmäler in der Gemarkung Oberschondorf
| Lage                                        | Objekt | Akten-Nr.     | Bild           |
| ------------------------------------------- | --- | ------------- | -------------- |
| Oberschondorf (Standort)                    | Körpergräber der römischen Kaiserzeit. Siehe auch: Körpergrab, Römische Kaiserzeit                                                                     | D-1-7932-0018 |                |
| Oberschondorf (Standort)                    | Körpergräber des frühen Mittelalters. | D-1-7932-0027 |                |
| Oberschondorf St.-Anna-Straße 29 (Standort) | Untertägige mittelalterliche und frühneuzeitliche Befunde im Bereich der Katholischen Pfarrkirche St. Anna in Oberschondorf und ihrer Vorgängerbauten. | D-1-7932-0140 | weitere Bilder |

### Bodendenkmäler in der Gemarkung Unterschondorf
| Lage                      | Objekt | Akten-Nr.     | Bild           |
| ------------------------- | --- | ------------- | -------------- |
| Unterschondorf (Standort) | Grabhügel mit Bestattungen der Hallstattzeit. Siehe auch: Hallstattzeit | D-1-7932-0026 |                |
| Unterschondorf (Standort) | Villa rustica der römischen Kaiserzeit. Siehe auch: Villa rustica 1 (Schondorf am Ammersee)                                                                                       | D-1-7932-0029 |                |
| Unterschondorf (Standort) | Villa rustica der römischen Kaiserzeit. Siehe auch: Villa rustica 2 (Schondorf am Ammersee)                                                                                       | D-1-7932-0102 |                |
| Unterschondorf (Standort) | Untertägige mittelalterliche und frühneuzeitliche Befunde im Bereich der Katholischen Filialkirche St. Jakobus in Unterschondorf. Siehe auch: St. Jakobus (Schondorf am Ammersee) | D-1-7932-0142 | weitere Bilder |